# Вацлав Кросненский
Вацлав Кросненский (пол. Wacław krośnieński, нем. Wenzel von Glogau; 1389/1397 — 1430/1431) — князь Глогувский (половина княжества, в 1397-1417 годах совместно с братьями Яном I (до 1412 года), Генрихом IX и Генрихом X), Жаганьский (в 1403-1412 годах совместно с братьями Яном I, Генрихом IX и Генрихом X) и Кросненский (1417-1430/1431 годах).

## Биография
Представитель глогувско-жаганьской линии династии Силезских Пястов. Младший (четвертый) сын Генриха VIII Врубеля (1357/1363 — 1397), князя Жаганьского (1369—1378), Глогувского и Сцинавского (1369-1378 и 1395—1397), и Катарины Опольской (1367—1420), дочери князя Владислава Опольчика.
В 1397 году после смерти Генриха VIII его сыновья Ян, Генрих Старший, Генрих Младший и Вацлав получили в совместное владение Глогувское княжество. Первоначально Вацлав и его старшие братья находились на попечении их матери Катарины Опольской, которая получила после смерти мужа во владение города Кожухув и Зелёна-Гура. Официальным опекуном юных князей и регентом Глогувского княжества стал князь Руперт I Легницкий (1397—1401). В 1401 году Ян Жаганьский, старший из четырех братьев, достиг совершеннолетия, стал самостоятельно править в княжестве и принял опеку над своими младшими братьями. В 1403 году братья присоединили к своим владениям Жаганьское княжество. Жагань принадлежала их дяде Генриху VI Старшему, а после его смерти в 1393 году им управляла его вдова Ядвига Легницкая, которая в 1403 году уступила Жагань глогувским князьям.
В 1412 году произошел первый раздел совместных владений. Ян сохранил за собой Жаганьское княжество, которым он фактически владел с 1408 года. Его младшие братья Генрих IX, Генрих X и Вацлав получили в совместное владение Глогувское княжество. В 1417 году старшие братья Генрих IX и Генрих X выделили Вацлаву отдельное Кросненское княжество, в состав которого вошли города Кросно-Оджаньске, Свебодзин и Бытница.
Князь Вацлав Кросненский как вассал чешского короля Сигизмунда Люксембургского участвовал в его коронации в Праге 28 июля 1420 года, в 1423 годах участвовал в съезде в Пресбурге (Братиславе), а также в боях с чешскими гуситами.
Вацлав Кросненский погиб в 1430 или 1431 году в результате несчастного случая при обращении с оружием. Он умер неженатым и бездетным. Его владения унаследовал старший брат, князь глогувский Генрих IX Старший.